# تلمبه بوستان
تلمبه بوستان یک منطقهٔ مسکونی در ایران است که در دهستان فردوس (رفسنجان) واقع شده‌است.